# Awtomagistrala Europa
Die Awtomagistrala Europa (A6) (bulg. Автомагистрала „Европа“) ist eine teilweise in Betrieb und teilweise im Bau befindliche Autobahn in Bulgarien, die von Sofia (Nördliche Tangente) bis zur serbischen Grenze bei Kalotina führen soll, wo sie in den Autoput A4 übergeht. Sie soll vor allem den Transitverkehr durch Bulgarien Richtung Griechenland und Türkei erleichtern.

## Geschichte
Die ersten 31,5 km der Autobahn (Kalotina–Cherakowo) wurden 2012 ausgeschrieben und die Bauarbeiten sollten 2013 beginnen. Die Strecke im ausgeschriebenen Abschnitt folgt der bestehenden Republikstraße 8 bzw. der Europastraße E80 und ist auch Teil des paneuropäischen Verkehrskorridors X, Zweig C. Im Oktober 2013 wurde das Ausschreibungsverfahren abgebrochen, weil die Finanzierung im Rahmen der für Bulgarien bereitgestellten EU-Mittel fehlte.
Im Mai 2014 wurde der Abschnitt zwischen Kalotina und Cherakowo neu ausgeschrieben. Dieses Mal wurde es in zwei Baulose unterteilt, Kalotina-Dragoman und Dragoman-Cherakowo. Die Kosten wurden auf 200 Millionen Lew (102,26 Millionen Euro) geschätzt. Später wurde auch diese Ausschreibung abgebrochen.
Am 13. September 2017 wurden die Abschnitte Kalotina-Dragoman und Dragoman-Sliwniza ausgeschrieben, als Sieger im Vergabeverfahren gingen Strabag für den ersten Abschnitt und GBS-Infrastructure für den zweiten Abschnitt hervor.

### Allgemeine Informationen
- Name: Die A6-Autobahn wird als Awtomagistrala Europa bezeichnet.
- Verlauf: Sie führt von Sofia bis zur serbischen Grenze bei Kalotina, wo sie in den serbischen Autoput A4 übergeht.
- Länge: Die geplante Gesamtlänge beträgt etwa 64,5 km, von denen derzeit 48 km in Betrieb sind und 16,5 km noch im Bau befinden.

### Baugeschichte
- Erster Abschnitt: Der Abschnitt zwischen Kalotina und Cherakowo wurde ursprünglich 2012 ausgeschrieben. Aufgrund finanzieller Engpässe wurden die Bauarbeiten jedoch zunächst nicht aufgenommen.
- Neuausschreibung: Im Mai 2014 wurden die Abschnitte Kalotina – Dragoman und Dragoman –Cherakowo neu ausgeschrieben. Diese Ausschreibungen wurden jedoch ebenfalls abgebrochen.
- Fortschritte: Im September 2017 wurden die Abschnitte Kalotina – Dragoman und Dragoman – Sliwniza erneut ausgeschrieben. Die Bauarbeiten für den Abschnitt Dragoman – Sliwniza begannen im Mai 2019 und wurden Ende 2020 abgeschlossen.
- Weitere Fortschritte: Der Bau von Dragoman - Kalotina (Serbische Grenze) wurde 2023 April freigeben.
- Letzter Abschnitt: Der Bau von Sofia - Sliwniza begann im Juni 2019, er sollte 2024 Ende realisiert werden, aber aufgrund von Verzögerungen wird der letzte Abschnitt voraussichtlich erst im September 2025 eröffnet.

## Bauarbeiten
Der Bau des 17 km langen Abschnitts Dragoman – Sliwniza wurde im Mai 2019 mit einem voraussichtlichen Eröffnungstermin Ende 2020 oder Anfang 2021 begonnen. Ende 2020 konnte dieser Abschnitt für den Verkehr freigegeben werden. Ein Teilstück zwischen Dragoman und der serbischen Grenze mit einer Länge von 6,4 km konnte am 13. April 2023 für den Verkehr freigegeben werden. Bei dieser Eröffnung waren neben Vertretern von Strabag auch der serbische Botschafter in Bulgarien sowie der bulgarische Ministerpräsident Donew anwesend. Die Bauarbeiten im Abschnitt zwischen Sliwniza und der Sofioter Ringstraße begannen im Mai 2023. Die ganze Autobahn soll 2025 von Sofia zur Grenze bei Kalotina fertig sein.